# Джозеф О’Конор (коуч)
Джозеф О'Конор (англ. Joseph O’Connor) — американець ірландського походження, відомий як один з пропонентів непідтвердженого науково методу «нейролінгвістичного програмування». Співзасновник і директор тренінгових та консалтингових компаній Lambent та ROI Coaching, співзасновник Міжнародної коучингової спільноти (англ. International Coaching Community). Він є автором вісімнадцяти книг, в тому числі співавтором бестселера The Art of Systems Thinking: Essential Skills for Creativity (укр. Системне мислення. Пошук неординарних творчих рішень
.

## Діяльність
Джозеф О'Конор є одним з небагатьох затверджених тренерів Пола Екмана у світі, а його коучингова компанія Lambent є сертифікованим Центром видачі ліцензій Екмана в Південній Америці, Іспанії та Португалії.
Джозеф О'Конор має досвід роботи в Англії, США, Данії, Фінляндії, Німеччині (основний доповідач на Національній конференції), Польщі, Швеції, Мексиці, Гонконзі, Сінгапурі, Чехії, Туреччині, Тунісі, Австрії, Нової Зеландії (основний доповідач на національній конференції НЛП), Аргентині, Чилі, Австралії (основний доповідач на міжнародній конференції НЛП) та Бразилії.

Джозеф був першим європейським тренером, який проводив семінари НЛП в Чилі та першим тренером, який проводив публічні семінари НЛП в Чехії. Він нагороджений медаллю Національної співдружністі лідерства Сінгапуру (Singapore National Community Leadership) за його роботу з навчання та консультування в 1996 році.

### Посади
- Президент і співзасновник Lambent International Training and Consulting в Сан-Паулу та Лондоні.
- Співзасновник Міжнародної коучингової спільноти (ICC)[7].
- Співзасновник і директор ROI Coaching[8], що організовує спеціалізований коучинг для фінансових керівників.

### Тренувальні кваліфікації
- Майстер-тренер НЛП (Міжнародна спільнота НЛП, 2001 р.)
- Майстер-тренер з коучингу (Міжнародна коучингова спільнота, 2001 р.)[9]
- Майстер-тренер та довічний член (Австралійський рада з нейролінгвістичного програмування[10], 2006 р.)

#### Професійні кваліфікації
- Почесний бакалавр антропології Лондонського університету (B.Sc. Honors).
- Ліцензіат Королівської академії музики (LRAM)[11].
- Запрошений професор коучингу, бізнес-школа ISCTE, Лісабон, Португалія.